# Mathematical Sciences Research Institute

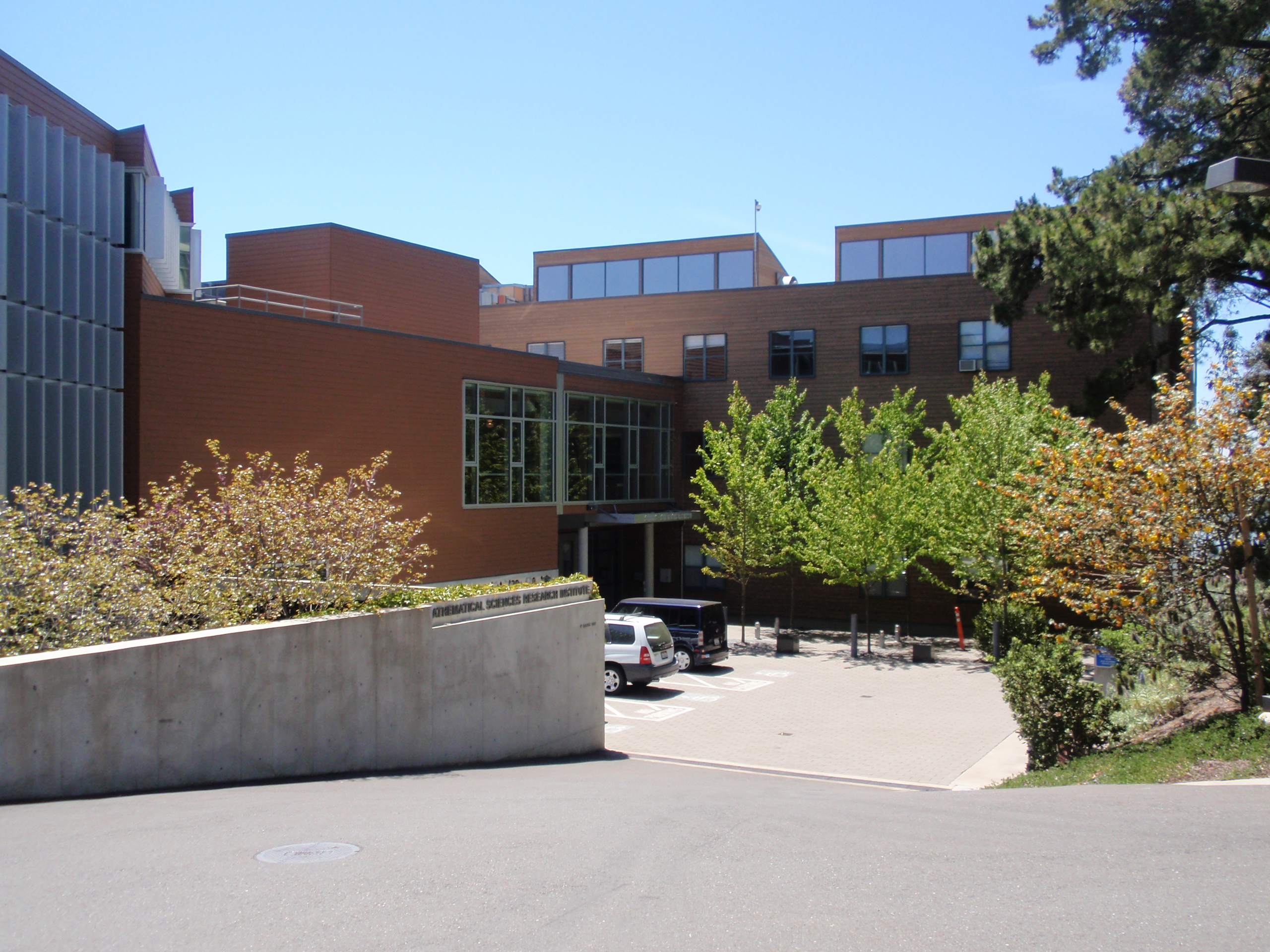
La entrada del MSRI, mayo de 2011

El Mathematical Sciences Research Institute (MSRI) es un instituto de investigación matemática independiente sin fines de lucro en Berkeley, California. Es ampliamente considerado como un centro matemático líder mundial para la investigación colaborativa, atrayendo a miles de investigadores visitantes de todo el mundo cada año.
El MSRI fue fundado en 1982, y sus fuentes de financiación incluyen la National Science Foundation, fundaciones, corporaciones, y más de 90 universidades e instituciones. El Instituto está ubicado en 17 Gauss Way en el campus de la Universidad de California, Berkeley, cerca de Grizzly Peak (en las colinas que dominan Berkeley).

## Historia
El MSRI fue fundado en septiembre de 1982 por tres profesores de la UC de Berkeley: Shiing-Shen Chern, Calvin Moore, e Isadore M. Singer. Shiing-Shen Chern actuó como director fundador del instituto y Calvin Moore actuó como director adjunto fundador. 
El MSRI se encontraba originalmente en el UC Extension Building en 2223 Fulton Street, y el 1 de abril de 1985, MSRI se mudó a sus instalaciones actuales en Berkeley. Inicialmente, MSRI pagó el alquiler de este nuevo edificio a la Universidad de California. Sin embargo, desde agosto de 2000, ha ocupado el edificio sin la carga del alquiler, como una de las varias contribuciones del campus de la UC.

## Gobernanza
El MSRI se rige por un Patronato compuesto por hasta 35 miembros electos y 7 miembros ex officio: el director del Instituto, el director Adjunto, el presidente del Comité de Patrocinadores Académicos, los copresidentes de la Asesoría de Recursos Humanos Comité y los copresidentes del Comité Asesor Científico (SAC).
A diferencia de muchos institutos matemáticos, el MSRI no tiene profesores o miembros permanentes, y sus actividades de investigación son supervisadas por su Comité Asesor Científico (SAC), un panel de matemáticos distinguidos provenientes de una variedad de áreas diferentes de investigación matemática. Hay 10 miembros regulares en el SAC, y cada miembro sirve un término de cuatro años y es elegido por la Junta de Fideicomisarios.

## Actividades de investigación
El MSRI recibe cada semestre a unos 85 matemáticos y becarios de investigación postdoctorales para estadías prolongadas y organiza programas y talleres, que atraen aproximadamente 2,000 visitas de científicos matemáticos durante todo el año. Los visitantes vienen a MSRI para trabajar en un entorno que promueve la creatividad y el intercambio efectivo de ideas y técnicas. MSRI presenta dos programas enfocados cada semestre, a los que asisten los más destacados matemáticos y postdoctorados de los Estados Unidos y el extranjero; el Instituto se ha convertido en un centro mundial de actividad en esos campos.
MSRI aprovecha su proximidad a la Universidad de California en Berkeley y el Laboratorio Nacional Lawrence Berkeley y también colabora a nivel nacional con organizaciones como el Chicago Mercantile Exchange. El galardonado edificio de 4.459 m² del Instituto tiene vistas a la Bahía de San Francisco. Después de 30 años de actividad, la reputación del Instituto es tal que los matemáticos hacen que la participación en los programas del Instituto sea una prioridad profesional.[cita requerida]
Debido a su contribución al potencial científico de la nación, la actividad de MSRI cuenta con el apoyo de la National Science Foundation y la National Security Agency. Los particulares, las fundaciones y casi 100 instituciones patrocinadoras académicas, incluidos los principales departamentos de matemáticas de los Estados Unidos, brindan un apoyo y una flexibilidad fundamentales. Jim Simons, fundador de Renaissance Technologies y exalumno de matemáticas de la Universidad de California en Berkeley, es un patrocinador del MSRI desde hace mucho tiempo.

## Programas educativos

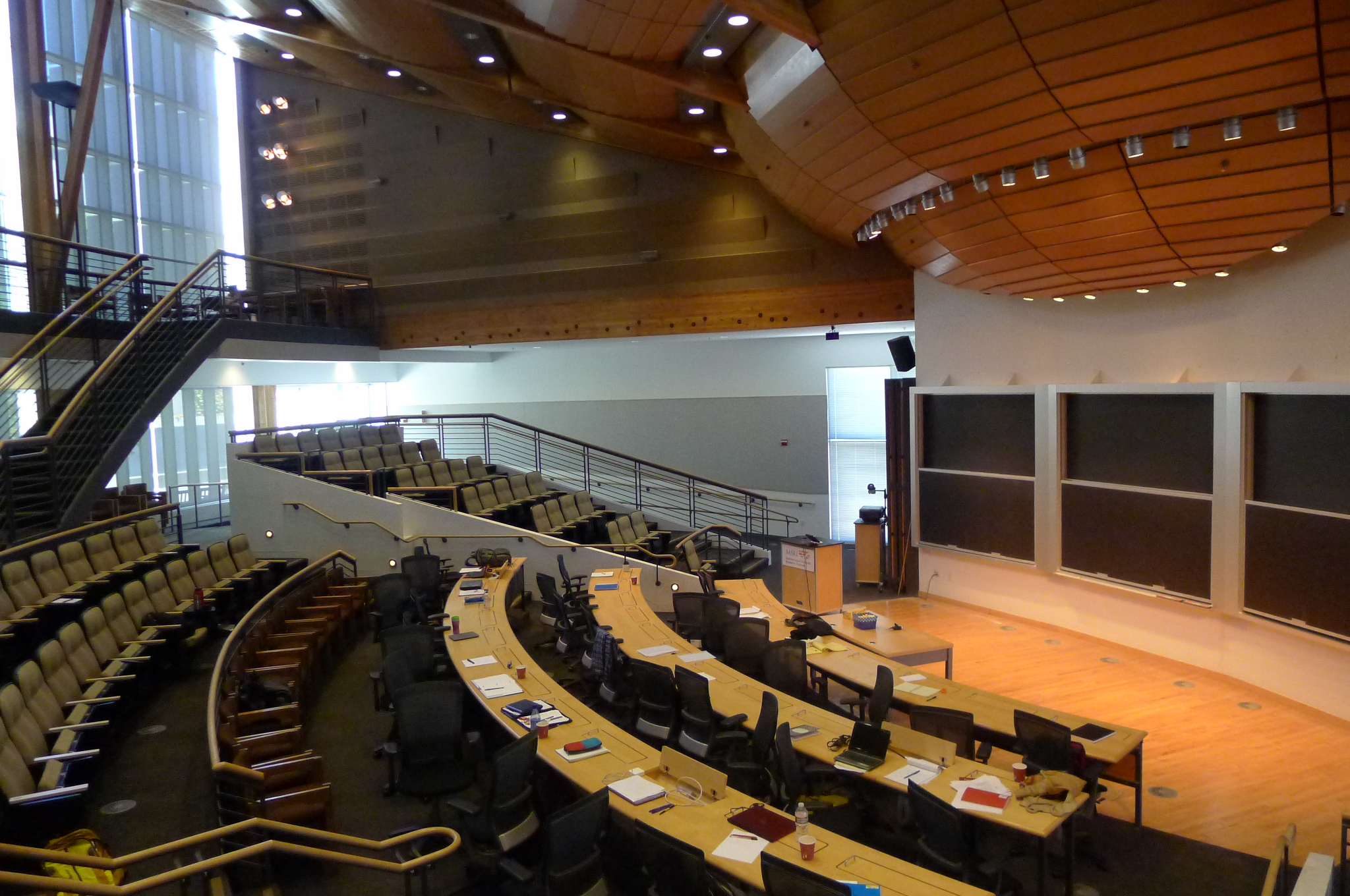
Auditorio Simons (MSRI)

El MSRI también sirve a una comunidad más amplia a través del desarrollo de capital científico humano, brindando capacitación postdoctoral a científicos jóvenes y aumentando la diversidad de la fuerza laboral investigadora. El Instituto también avanza en la educación de los jóvenes con conferencias sobre temas críticos en la educación matemática. Además, albergan talleres de investigación que no están relacionados con los programas principales, como su taller anual sobre temas críticos de educación matemática K-12 en educación matemática.
Durante el verano, se llevan a cabo talleres para estudiantes graduados a través del programa MSRI-UP. El MSRI patrocina programas para estudiantes de secundaria y preparatoria y sus maestros como parte de los círculos de matemáticas y círculos para maestros que se reúnen semanalmente en San Francisco, Berkeley y Oakland. También patrocina la Olimpiada de Matemáticas del Área de la Bahía (BAMO), el Festival de Matemáticas Julia Robinson y el equipo de niñas de EE. UU. que compite en la Olimpiada de Matemáticas para Niñas de China.
Las conferencias impartidas en los eventos del MSRI se graban en vídeo y están disponibles de forma gratuita en Internet. El MSRI ha patrocinado una serie de eventos que llegan al público no matemático, y su Auditorio Simons también alberga actuaciones especiales de música clásica. El matemático Robert Osserman ha mantenido una serie de "conversaciones" públicas con artistas que han sido influenciados por las matemáticas en su trabajo, como el compositor Philip Glass, el actor y escritor Steve Martin, el dramaturgo Tom Stoppard y el actor y autor Alan Alda. El MSRI también colabora con dramaturgos locales para un programa anual de nuevas obras breves inspiradas en las matemáticas en el Monday Night Playground en el Berkeley Repertory Theatre y copatrocinó una serie de películas inspiradas en las matemáticas con el Pacific Film Archive de UC Berkeley para el vigésimo aniversario del MSRI. También creó una serie de acertijos matemáticos que se colocaron entre los carteles publicitarios en los autobuses San Francisco Muni.

## Lista de directores
| Imagen | Nombre            | Periodo       |
| ------ | ----------------- | ------------- |
|        | Shiing-Shen Chern | 1982–1984     |
|        | Irving Kaplansky  | 1984–1992     |
|        | William Thurston  | 1992–1997     |
|        | David Eisenbud    | 1997–2007     |
|        | Robert Bryant     | 2007–2013     |
|        | David Eisenbud    | 2013–presente |